# Kondor krocanovitý
Kondor krocanovitý (Cathartes aura), starším názvem též sup krocanovitý, je dravec z čeledi kondorovití (Cathartidae) a rodu kondor (Cathartes). Druh popsal Carl Linné roku 1758 ve svém díle Systema Naturae pod jménem Vultur aura. Kondoři jsou tradičně jsou řazeni k dravcům (Accipitriformes, dříve Falconiformes) s tím, že jim podobní supi s nimi nejsou blízce příbuzní. Kondoři zřejmě představují sesterskou skupinu vůči všem ostatním dravcům, ať už v rámci řádu dravců, nebo vyčlenění do samostatného řádu kondoři (Cathartiformes). Některé studie kondory sdružovaly také k čápům.
Kondor krocanovitý v několika poddruzích obývá rozsáhlý areál téměř celé Ameriky od Ohňové země až po Kanadu (vyjma nejsevernějších oblastí). Populace žijící na severu na podzim táhnou ve velkých hejnech, které v některých oblastech dosahují počtu až 10 000 jedinců, do teplejších míst. Kondor krocanovitý váží 0,85 až 2 kg, délka těla činí 64–81 cm a rozpětí křídel obvykle 170–178 cm, může však dosáhnout i 2 m. Černohnědé peří silně kontrastuje s rudým zabarvením hlavy, jež je holá, aby se peří na ní neušpinilo krví od mršin, které tvoří hlavní část jídelníčku kondora krocanovitého. Vyhledává je svým dobrým čichem a dovede je odhalit i pod vrstvou vegetace. Rozmnožování nastává jednou ročně a jeho doba závisí na zeměpisné šířce. Druh je monogamní, dle některých studií spolu samec a samice zůstávají až do smrti jednoho z nich. Samice do jeskyň, opuštěných budov, hustého podrostu, do různých dutin či na zem naklade průměrně 2 vejce, na kterých sedí zhruba 6 týdnů.
Dle Mezinárodního svazu ochrany přírody je kondor krocanovitý díky početné populaci a rozsáhlému areálu výskytu hodnocen jako málo dotčený druh. Pronásledovali ho však farmáři kvůli mylné představě, že zabíjí dobytek a přenáší na něj choroby. Někteří kondoři se také stávají oběťmi střetů s auty, v neposlední řadě se chytají do železných pastí nastražených na savce.

## Nomenklatura

### Etymologie
Rodové jméno Cathartes pochází z řeckého „καθαρτης”, což znamená „čistič”, a poukazuje na důležitou roli mrchožrouta v ekologii ekosystémů. Celé odborné jméno v překladu znamená „očistný vánek” nebo „zlatý čistič”. Druh poprvé popsal Carl Linné v roce 1758 v díle Systema Naturae jako Vultur aura. Anglické jméno turkey vulture pochází od barvy jeho hlavy, která připomínala hlavu krocaní. V některých oblastech Severní Ameriky je tento pták také nazýván „buzzard” (česky „káně”). Toto označení je jinak používáno výhradně pro dravce patřící mezi jestřábovité, převážně z rodu Buteo, a jak byl tento název přiřazen zrovna ke kondorům, je nejasné.

### Taxonomie
Zařazení sedmi druhů kondorů do taxonomického systému bylo od počátku sporné. Většinou byly řazeny do řádu dravců (Accipitriformes, dříve Falconiformes) společně se supy. Ačkoli jsou si kondoři a supi vzhledově podobní a mají v ekosystémech i podobnou ekologickou úlohu, zřejmě se vyvinuli z různých předků v různých částech světa. Některé práce naznačovaly, že kondoři jsou spíše blízce příbuzní čápům, přičemž společné znaky sdílejí převážně s mrchožravými marabu.
Nástup 21. století a genetické analýzy přinesly v taxonomii ptáků velké změny, které se týkaly i dravců včetně kondorů. Analýza genomů ukázala, že příslušníci čeledi sokolovitých (Falconidae) jsou daleko blíže příbuzní papouškům (Psittaciformes) a pěvcům (Passeriformes), než ostatním dravcům. Byl proto ustanoven samostatný řád sokoli, který zároveň převzal odborný název původního řádu dravci Falconiformes. „Okleštěný“ řád dravců získal odborný název Accipitriformes. Nejnovější výzkumy, ze kterých vychází ve své taxonomické klasifikaci druhu i IUCN, shodně klasifikují čeleď kondorovitých (Cathartidae) jako samostatný klad po boku „okleštěných“ dravců (Accipitriformes). Na základě toho je čeleď řazena buď do samostatného řádu kondoři (Cathartiformes), nebo zahrnuta do řádu dravců (Accipitriformes).
Kondor krocanovitý se dělí až na 6 poddruhů:
- Cathartes aura aura (Linné, 1758); nominátní poddruh. Areál výskytu sahá od Mexika a Velkých Antil do Jižní Ameriky, někdy se překrývá s areálem jiných poddruhů. Je nejmenší z poddruhů, zbarvením je velmi podobný C. a. meridionalis.[19]
- Cathartes aura jota (Molina, 1782); vyskytuje se ve svazích a údolích And od Kolumbie do Patagonie.[18] Větší, hnědší a lehce světlejší než C. a. ruficollis.[20]
- Cathartes aura ruficollis Spix, 1824; vyskytuje se v Panamě, jižně až do Argentiny a Uruguaye, populace žije i na Trinidadu. Hlava a krk jsou matně červené, s bělavě žlutými nebo bělavé zelenými znaky.[20]
- Cathartes aura septentrionalis Wied-Neuwied, 1839; žije na východě Severní Ameriky. Od C. a. meridionalis se liší proporcemi ocasu a křídel, také provádí kratší migrace.[19]

- Cathartes aura falklandicus Sharpe, 1873; žije od Ekvádoru přes západní Andy k Ohňové zemi a Falklandským ostrovům.[18][21]
- Cathartes aura meridionalis; hnízdí od jižní Manitoby, jižní Britské Kolumbie, centrální Alberty a Saskatchewanu až po Baja California, Arizonu, jihovýchodní Nové Mexiko a Texas.[22] Vykonává největší migrace, a to až do Jižní Ameriky, kde se areál výskytu překrývá s areálem menšího C. a. aura.[19]

## Výskyt
Kondor krocanovitý je ptákem nearktické a neotropické oblasti. Je považován za ptáka s nejrozsáhlejším areálem výskytu Ameriky a patří také mezi nejčastěji viditelné ptáky oblasti. Lze ho najít v celé Americe kromě jejího severu, kde ho lze spatřit pouze výjimečně. Směrem na jih se vyskytuje až po Ohňovou zemi. Během posledních desetiletí se tento pták začal rozšiřovat do dalších zeměpisných pásem směrem na sever, za což patrně mohou zákony omezující lov. Někteří kondoři zalétávají například do oblastí Bermud a Panenských ostrovů.
Kondoři krocanovití dovedou žít v různých typech životního prostředí od suchých oblastí až po deštné lesy nebo hory. Žijí především tam, kde se mohou snadno dostat k mršině. Obecně je lze najít v otevřených oblastech blízko lesa, kde je pro ně ideální místo k hnízdění (suchý les, skály); hustě zalesněným oblastem se spíše vyhýbají. Zvykli si i na přítomnost lidí, mnohdy se vyskytují i ve městech, vesnicích a na farmách.

## Popis

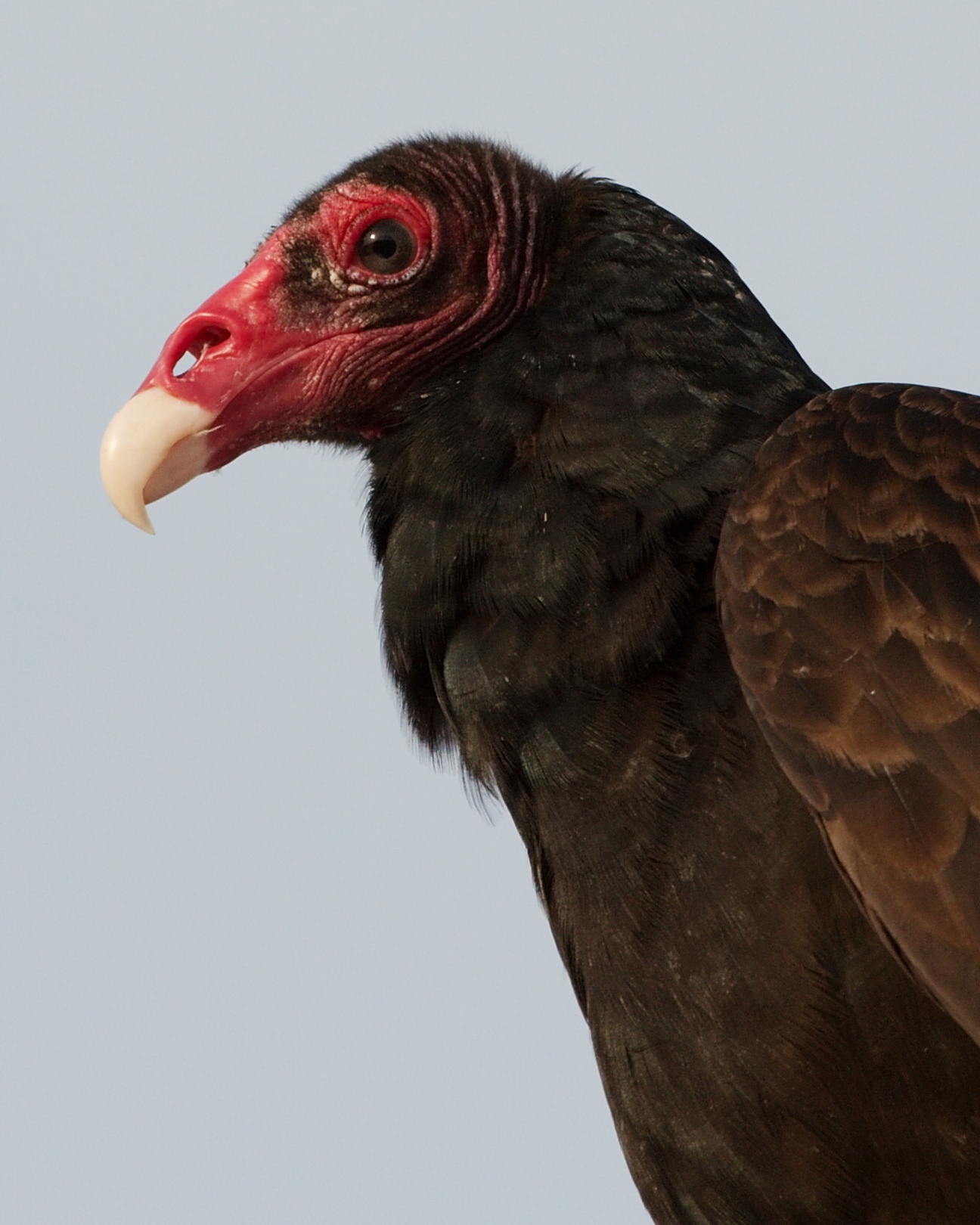
Kondor krocanovitý; na fotce jsou vidět nosní dírky nerozdělené přepážkou

Kondor krocanovitý váží 0,85 kg až 2 kg, hmotnost závisí na poddruhu. Délka těla činí 64–81 cm. Rozpětí křídel u tohoto druhu dosahuje obvykle 170–178 cm, může však dosáhnout i 2 m. U tohoto ptáka není znám výrazný pohlavní dimorfismus, zbarvení zůstává po celý rok u samců i samic stejné, samice mohou být trochu větší než samci. Peří má u samců i samic po celém těle mimo hlavy černohnědé zbarvení, letky vypadají zespoda stříbřitě. Hlava není opeřená, až na občas se vyskytující černé štětiny, a její zbarvení se pohybuje od růžové až po jasně rudou. Mladí ptáci mají kůži na hlavě šedivou a pokrytou krátkým jemným prachovým peřím. Lysá hlava je pro kondory důležitou adaptací, která jim umožňuje, aby si ji při zanořování do mršiny příliš neumazali krví. S rudou hlavou silně kontrastuje zobák slonovinové barvy. Přepeřování probíhá od konce zimy do jara.
Kondorovi krocanovitému chybí syrinx, kvůli čemuž nemůže zpívat, ale pouze syčí, především při vyhrožování ostatním, například u bitky o mrtvé tělo. Spodní oční víčko chrání dvě řady řas, horní pouze jedna neúplná řada. Nosní dírky nejsou rozděleny přepážkou, ale jsou spíše perforované; z boku je vidět skrze zobák.
Tmavé peří kondora krocanovitého pohlcuje teplo, proto se pták ochlazuje létáním do vyšších výšek, kde je chladněji, nebo močením na nohy. To může mít dle vědeckých studií také hygienický význam, protože kyseliny v jeho moči mohou sloužit jako ochrana před nebezpečnými mikroorganismy, když ptáci stojí zabořeni do mršiny. Končetiny jsou ploché, slabé a s tupými pařáty, tudíž neschopné úchopu.
Na svou velikost kondor krocanovitý není příliš těžký, což mu umožňuje využívat stoupavé proudy lépe, než to dovedou jeho ostatní příbuzní. Díky plachtivému letu šetří energií. Ve vzduchu jeho tělo připomíná písmeno V. Bez přistání může zůstat ve vzduchu bez mávání křídel i šest hodin, za jeden den je schopen urazit až 320 km. Jeho krouživý let někdy působí téměř lenivě, při střemhlavém letu však kondor krocanovitý vyvine rychlost až 100 km/h. Dovede také prudce vzlétnout do vzduchu, ale odlepení od země ho stojí velké úsilí. Při vzletu mává křídly a skáče.

### Záměna

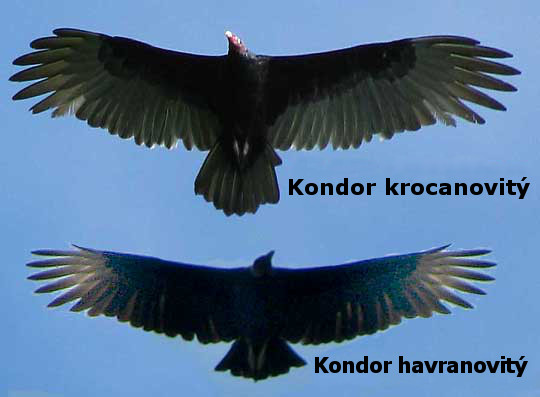
Kondor krocanovitý nahoře, kondor havranovitý dole

Záměna může nastat s kondorem havranovitým, zvláště pravděpodobná je u mladých jedinců a jedinců v letu. Tyto dva druhy lze však od sebe poměrně jednoduše rozlišit díky větší velikosti kondora krocanovitého, barvě hlavy, již má kondor krocanovitý červenou, drobnými rozdíly v barvě a tvaru křídel (kondor havranovitý má kratší, ale širší křídla s bílými skvrnami) a též díky tvaru ocasu, který má kondor havranovitý širší a také méně zakulacený. Kondor havranovitý také častěji pobývá v synantropních stanovištích. Od káně černé a orla bělohlavého, kteří vypadají v letu podobně, se kondor krocanovitý odlišuje neopeřenou hlavou a odlišným tvarem křídel. Na dálku může stojící kondor připomínat krocana.

## Chování

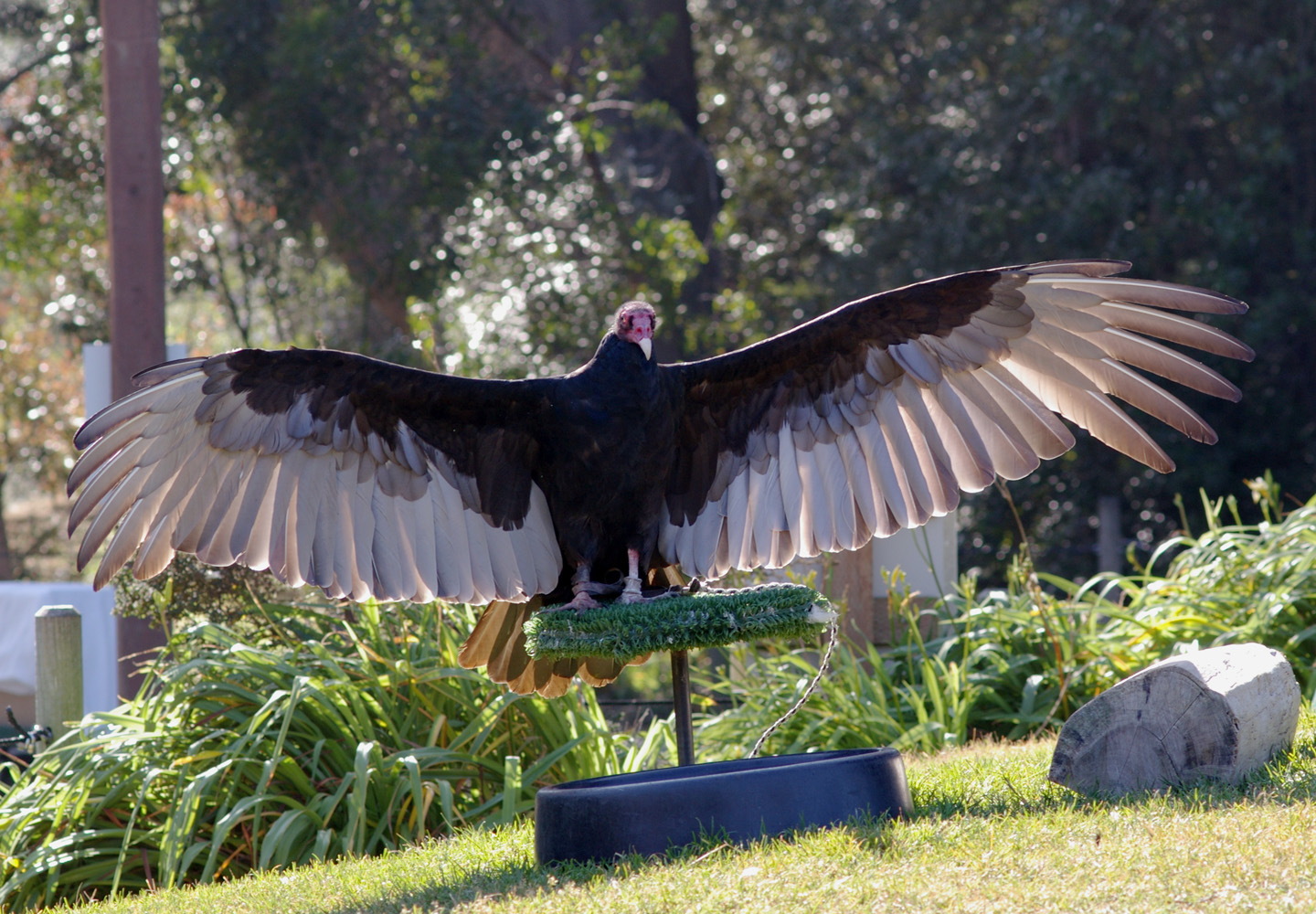
S roztaženými křídly

Velikost teritoria kondora krocanovitého závisí na dostupnosti potravy. Pokud je to nutné, cestuje za potravou i na velké vzdálenosti, nebo se přesune na jiné stanoviště. Své území si před ostatními nebrání a je společenským druhem. Obvykle žije ve velkých hejnech, v nichž někdy pobývají i kondoři havranovití. Během dne se hejno dělí na menší skupiny, které sedávají na vysokých větvích. Kondoři krocanovití odpočívají ve skupinkách se svěšenou hlavou. Tomuto postavení se přezdívá „smuteční shromáždění”, neboť připomíná truchlící dav. Druh je denní, ráno obvykle vstává mírně podchlazený, protože přes noc svou tělesnou teplotu sníží až o 6 °C. Často ho lze najít ráno posazeného směrem ke slunci s roztaženými křídly. Důvod tohoto chování není objasněn. Podle jednoho z možných vysvětlení paprsky slunce pomáhají obnovovat tvar letek působením na keratin obsažený v peří, anebo si tímto způsobem pták pouze vysouší peří před vzletem. Přestože v období rozmnožování sídlí kondoři krocanovití v jeskyních, během zbytku roku se v nich nevyskytují. Dorozumívají se syčivými zvuky, v období rozmnožování též vizuálními vjemy.

### Potrava

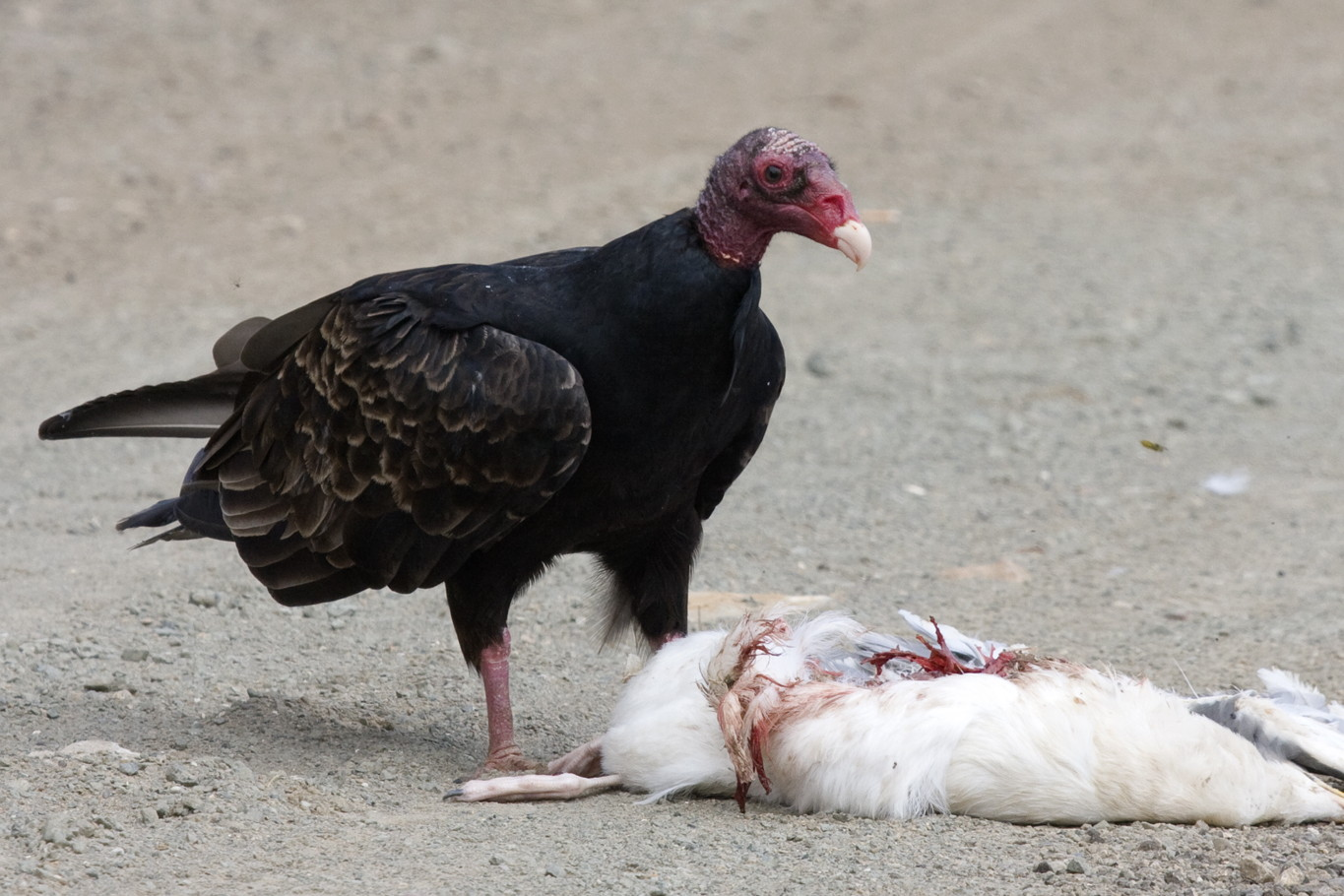
Kondor krocanovitý pojídající mrtvého racka západního (Larus occidentalis)

Kondor krocanovitý se živí mršinami, někdy také odpadky rostlinného původu. Občas požírá též malé živočichy, například hmyz a drobné ptáky, ve vyschlých jezerech loví ještě živé ryby. Byl pozorován i při konzumaci zdechliny kojota nebo výkalů hospodářských zvířat, z Jižní Ameriky pocházejí záznamy, že žral také semena olejných palem (Elaeis). Na rozdíl od některých jeho větších příbuzných loví zřídka a zabíjí pouze slabá a nemocná zvířata. Při pátrání po potravě létá nízko, svým ostrým zrakem však dovede zpozorovat mrtvá zvířata i z velké výšky. Mršiny však kondoři krocanovití nejčastěji vyhledávají po čichu, který mají dobře vyvinutý. Uhynulé zvíře svedou odhalit dokonce i pod vegetací, díky čemuž se obvykle dostanou k potravě první. Mimo toho u cest často číhají na přejetá zvířata. Pokud potravu nenajdou, dovedou bez ní přežít i 15 dní. Zdechlinu musejí sežrat brzy po uhynutí zvířete, i přes značnou odolnost vůči toxinům nejsou schopni konzumovat mršiny v pokročilém stádiu rozkladu. Protože však nedovedou prorazit kůži čerstvých mršin, musejí nějakou dobu počkat na částečné zetlení těla. S kondory krocanovitými obvykle k mrtvole přiletí i jiní mrchožrouti, již nedovedou najít potravu po čichu, jako kondor královský nebo kondor havranovitý. Agresivnější kondor havranovitý často vytlačí kondora krocanovitého od potravy, kondoři krocanovití se však později často vrací k tělu a dožerou zbytky.
Skladba potravy se liší dle prostředí, ve kterém se kondoři vyskytují. Ptáci žijící v blízkosti farem se živí uhynulými hospodářskými zvířaty. V severním Mexiku byly prováděny studie na populacích kondorů žijících ve třech různých oblastech. V oblastech osídlených lidmi kondoři krocanovití pojídali obvykle malé mršiny, kdežto v pouštích a na horách převážně zdechliny kopytníků. Tento rozdíl ve skladbě potravy je patrně způsoben absencí konkurenčních kondorů havranovitých, již se v těchto oblastech nevyskytují. Na Falklandách se kondoři krocanovití živí obvykle mrtvými ovcemi.

### Rozmnožování

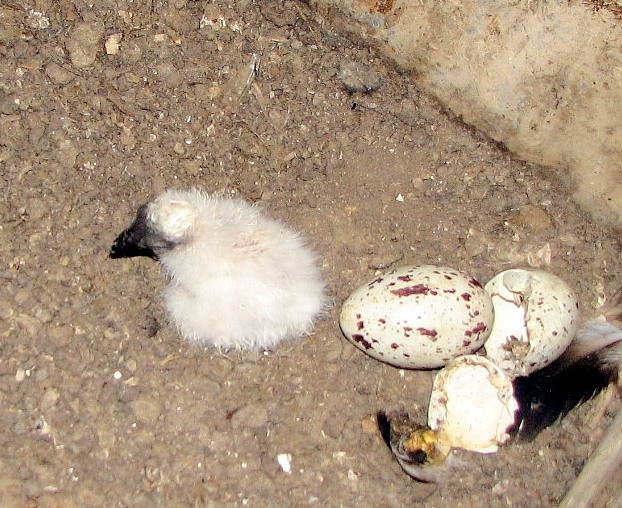
Mládě s vejci

Rozmnožování nastává jednou za rok a jeho doba záleží na zeměpisné šířce. V mírných oblastech Severní Ameriky snáší kondor krocanovitý vejce mezi květnem a červnem, zatímco ve Střední Americe mezi únorem až dubnem. Doba kladení vajec v Jižní Americe není známá, ale v Chile byla zaznamenána v období od srpna do ledna. Párování začíná tak, že několik kondorů slétne na zem a začne poskakovat do kruhu s roztaženými křídly. Páry, které se již utvořily, tráví obvykle většinu času společně. Pro kondora krocanovitého jsou charakteristické také vzdušné námluvy, při kterých pár koordinovaně létá a jeden jedinec napodobuje přesně pohyby druhého. Druh je monogamní, dle některých studií spolu samec a samice zůstávají až do smrti jednoho z nich. Kondor krocanovitý si nestaví hnízdo, vejce velká 62–83 mm × 43–50 mm klade do dutin, jeskyň, hustého podrostu, nevyužívaných budov či pouze na zem. Hnízdiště je obvykle dobře skryto a dá úsilí ho vypátrat. Zdokumentovaná hnízda byla nalezena například pod opuštěnou stodolou nebo v mrtvém stromě. Průměrně dvě vejce, zdobená hnědými až levandulovými skvrnami, samice neumisťuje na podestýlku, místo toho je ukryje do štěrbin v hnízdě a zamaskuje větvemi keřů. Sedí na nich sama. Inkubační doba trvá průměrně 6 týdnů. O mláďata se oba rodiče prvních 5 dnů po vylíhnutí téměř nepřetržitě starají a s pečlivou péčí pokračují až do 10–11 týdnů. Mláďata krmí buď podáváním potravy přímo do zobáku, nebo jejím položením k hnízdu. Mláďata se opeří po 70–80 dnech a nezávislá se stávají po 80–90 dnech. Délka prvního letu závisí na postavení hnízda. Mláďata vyklubaná v nízko umístěných hnízdech před dlouhým letem trénují několika krátkými lety, z vyvýšených míst však takovou možnost nemají, protože je pro ně příliš riskantní. Po prvním letu tráví mláďata ještě 1–3 týdny s rodiči a využívají nabízené potravy. Stejné hnízdiště po vychování mláďat pár obvykle využije i příští rok.
Kondor krocanovitý se dožívá v zajetí poměrně vysokého věku: ve výjimečných případech až 45 let, průměrná délka života ve volné přírodě je však kratší a činí přibližně 10 let.

### Migrace
Kondoři krocanovití žijící v Jižní Americe, Střední Americe, Mexiku a jihovýchodních částech USA jsou stálí. Ve zbytku Severní Ameriky hejna žijí a vychovávají mladé jenom v teplých obdobích, na podzim migrují jižněji. Délka uražené cesty při migraci záleží na populaci. Jednotlivé populace lze od sebe poměrně snadno rozlišit, protože ptáci žijící severněji jsou větší a obvykle i agresivnější. Kondoři krocanovití ze severozápadních Spojených států amerických a jižní Kanady na podzim migrují až do Jižní Ameriky. Ptáci vyskytující se na severovýchodě USA provádějí kratší migrace na Floridu nebo do Texasu. Zpět se vrátí až na jaře, kdy je optimální doba zahnízdit. Putují ve velkých hejnech až o několika stovkách jedinců (v Mexiku a Střední Americe velikost hejna často přesahuje 10 000 ptáků) a navíc často migrují společně s jinými druhy dravců, jako je káně širokokřídlá (Buteo platypterus). Za jeden den migrace urazí vzdálenost až 320 km, brzy ráno, v noci nebo navečer jsou však v klidu. V tuto dobu se totiž stoupavé proudy, díky kterým se mohou kondoři bez větší námahy vznášet, teprve vytvářejí. Kvůli absenci stoupavých proudů se také vyhýbají otevřené vodě, nad kterou stoupavé proudy vznikají jen s obtížemi. Při stěhování kondoři pojídají potravu pouze zřídka a využívají tukové zásoby; pokud je při migraci zaujme mršina, je to čirá náhoda. Noc tráví na skrytých hřadovištích.

### Predátoři a parazité

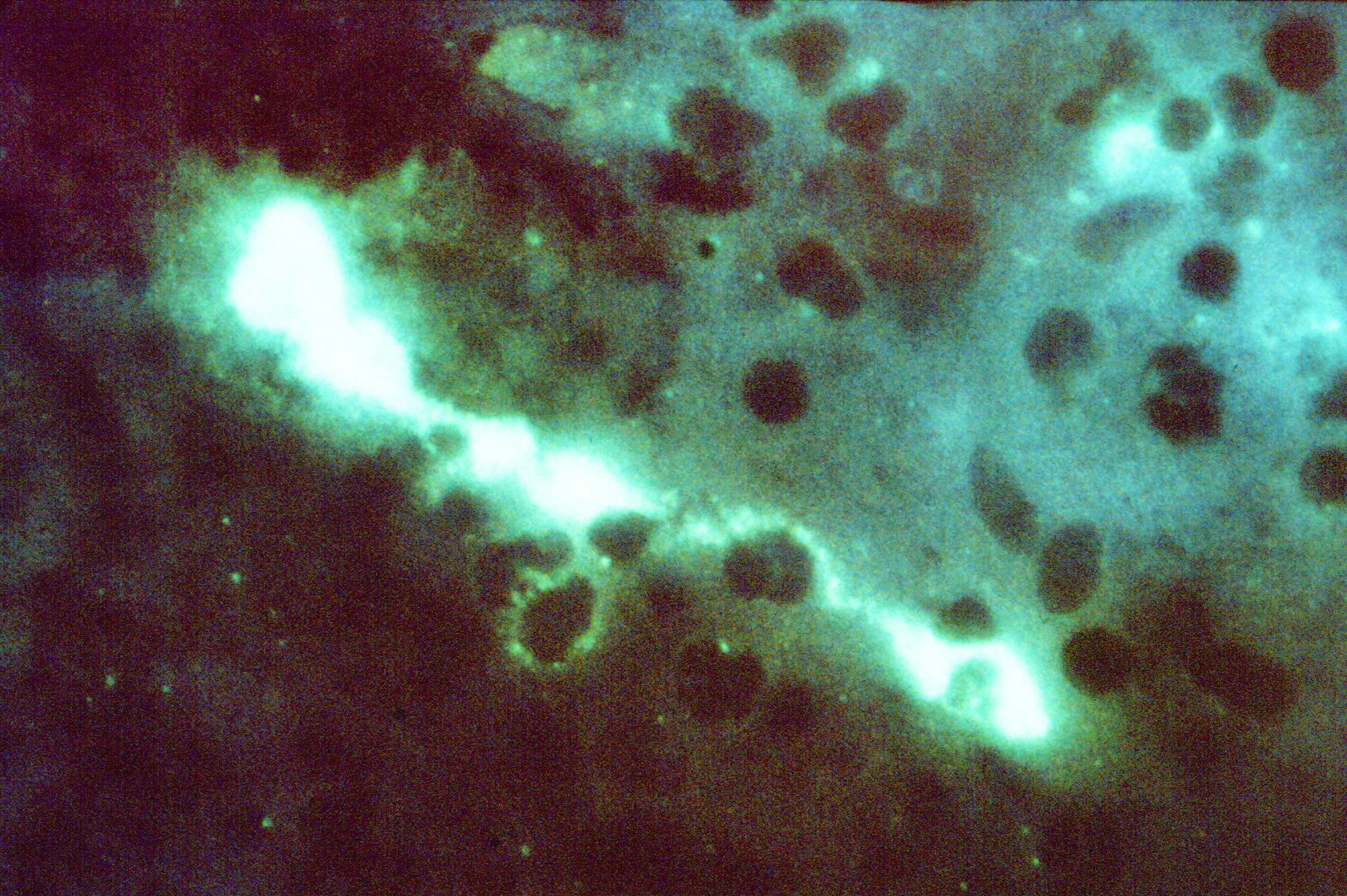
Chlamydophila psittaci, mikroorganismus parazitující na kondorovi krocanovitém

Mezi přirozené nepřátele kondora krocanovitého patří mimo člověka výr virginský (Bubo virginianus) a mýval severní (Procyon lotor, mývalové především vybírají vejce z hnízd), na dospělé jedince někdy mohou zaútočit i lišky. Z roku 1994 je znám případ, kdy na mládě v Isla Espiritu Santo (Mexiko) útočil racek kalifornský (Larus livens). V případě nebezpečí vyvrhne kondor na narušitele žaludeční šťávy, které silně zapáchají. Tuto schopnost mají již mláďata. Na kondorovi parazitují například štěnice Haematosiphon inodorus, moucha Olfersia bisulcata a bakterie Chlamydophila psittaci.

## Ohrožení a vztah klidem

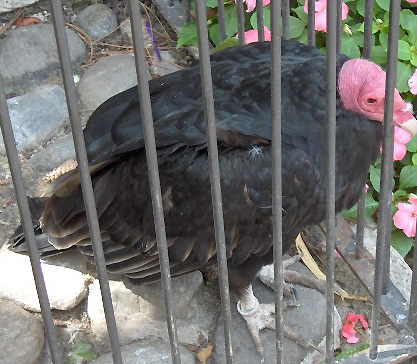
Kondor krocanovitý v zajetí

Kondor krocanovitý není významně ohrožen. Díky velkému areálu výskytu, který se neblíží prahové hodnotě pro zranitelné druhy (pod 20 000 km2 s nevhodným stanovištěm nebo fragmentovanými populacemi), společně s vysokou a stabilní populací (více než 5 milionů jedinců), jež taktéž nedosahuje hodnot zranitelných druhů, řadí Mezinárodní svaz ochrany přírody kondora krocanovitého mezi málo dotčené druhy (LC). Zhodnocen jako vzácný druh není ani v US Federal List of Endangered Species, US Migratory Bird Act a Úmluvě o mezinárodním obchodu s ohroženými druhy volně žijících živočichů a rostlin. Je však chráněn Migratory Bird Treaty Act, vydaným v roce 1918 ve Spojených státech amerických, Protection of Migratory Birds and Game Mammals v Mexiku a kanadskou Convention for the Protection of Migratory Birds. V USA je nezákonné chytat, zabíjet nebo vlastnit kondory krocanovité včetně vajíček nebo částí těl. Porušení zákona je trestáno pokutou až do výše 100 000 USD pro jednotlivce nebo 200 000 USD pro organizace a/nebo vězením na 1 rok.
V některých oblastech jsou kondoři krocanovití stále pronásledováni, i přesto, že jsou užiteční odklízením mršin, jež by mohly představovat zdroj chorob zvířat a lidí. Dříve byli tito ptáci stříleni farmáři a zemědělci kvůli mylné obavě ze šíření onemocnění na hospodářská zvířata, především anthraxu a prasečího moru. Pravdou je, že dle výzkumu bylo ve střevech 20 zdánlivě zdravých kondorů nalezeno několik mikroorganismů, například Edwardsiella tarda a Salmonella arizonae, avšak při průchodu trávicím traktem se některé patogeny, způsobující např. klasický mor prasat, zlikvidují. Mylná je rovněž představa, že kondoři krocanovití mohou za ztráty hospodářských zvířat. Zabít mláďata dobytka dokáží kondoři havranovití (Coragyps atratus), naopak kondor krocanovitý větší zvířata nezabíjí.
Úbytky populací způsobují také toxické látky, jako je rtuť nebo olovo (především z kulek). Od ledna do července roku 1988 byl na kondorech krocanovitých prováděn výzkum kvůli úbytku jejich příbuzných, kondorů kalifornských (Gymnogyps californianus), na následky otravy olovem. Při experimentu kondoři krocanovití orálně dostávali malé olověné broky, a monitorovaly se jejich fyziologické změny. Celkem 4 z testovaných ptáků nakonec pokus nepřežili, ale zdá se, že druh je vůči otravě olovem značně odolný. Éru insekticidu DDT v letech 1940–1970 populace přežily stabilní, avšak kvůli kontaminaci došlo v několika oblastech ke snížení reprodukční úspěšnosti, protože insekticid ničí odolnost skořápky vajec. Další nebezpečí představuje srážka s auty a též kolize s letadly: mezi léty 1989 až 1992 tito ptáci způsobili v Letectvu USA tři letecká neštěstí spojená s dvěma úmrtími lidí a škodu za celkem 21 milionů dolarů. Někteří kondoři krocanovití také umírají v železných pastech nastražených na savce.

### Chov vzajetí
Kondoři krocanovití jsou obvykle chování v páru ve venkovních voliérách, na zimu se přemisťují do zateplených zimovišť. V těch musí teplota dosahovat minimálně 16 až 18 °C, přestože snášejí chlad lépe než jejich příbuzní. Nesmějí také dostávat zmrzlou potravu, po jejím pozření mohou hrozit zažívací potíže. V Česku chová tohoto ptáka několik zoologických zahrad, například Zoologická zahrada Zlín, která vlastní celkem 7 exemplářů, a Zoologická zahrada Olomouc. V Zoo Praha došlo v lednu 2009 k utracení 44 let staré samice, jednoho z posledních přeživších jedinců z 12 exemplářů dovezených roku 1964 ze Zoologické zahrady v Havaně a následně rozdělených mezi 4 zoologické zahrady v Česku. V Zoologické zahradě Olomouc, Zoo Praha a Zoologické a botanické zahradě města Plzně se také podařilo umělým odchovem tento druh úspěšně rozmnožit, přestože je to v zajetí obtížné (především proto, že hnízdní pár svá mláďata krmí potravou, kterou vyvrhují mláďatům rovnou do krku).

## Zajímavosti
- Po tomto druhu je pojmenováno město Quebrada de los Cuervos („rokle kondorů”) v Uruguayi. Kondor krocanovitý zde žije ještě ve společnosti svých příbuzných: kondora menšího (Cathartes burrovianus) a kondora havranovitého (Coragyps atratus).[72]
- Páchnoucí plyn ethylmerkaptan, který kondoři krocanovití cítí a pomocí kterého vyhledávají mršiny, se přidává do zemního plynu pro upozornění v případě jeho úniku. Kondoři krocanovití pátrající po potravě často kroužili nad místem, kde plyn unikal, což usnadňovalo jeho detekci.[73]
- Kvůli dobře vyvinutému čichu kondora krocanovitého se v Německu od roku 2010 uvažuje o jeho používání u policie k vyhledávání těl.[74]

## Galerie

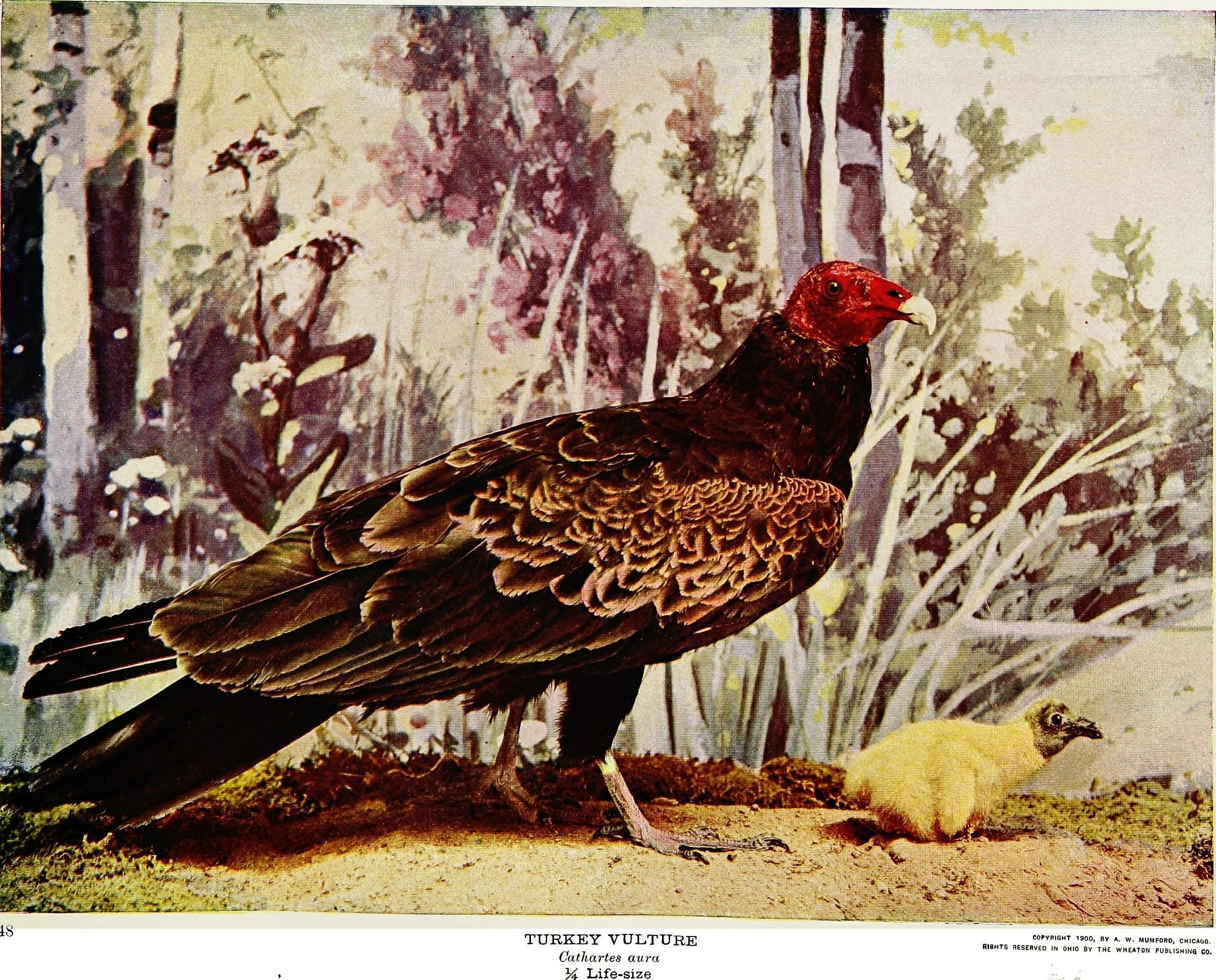
Kresba
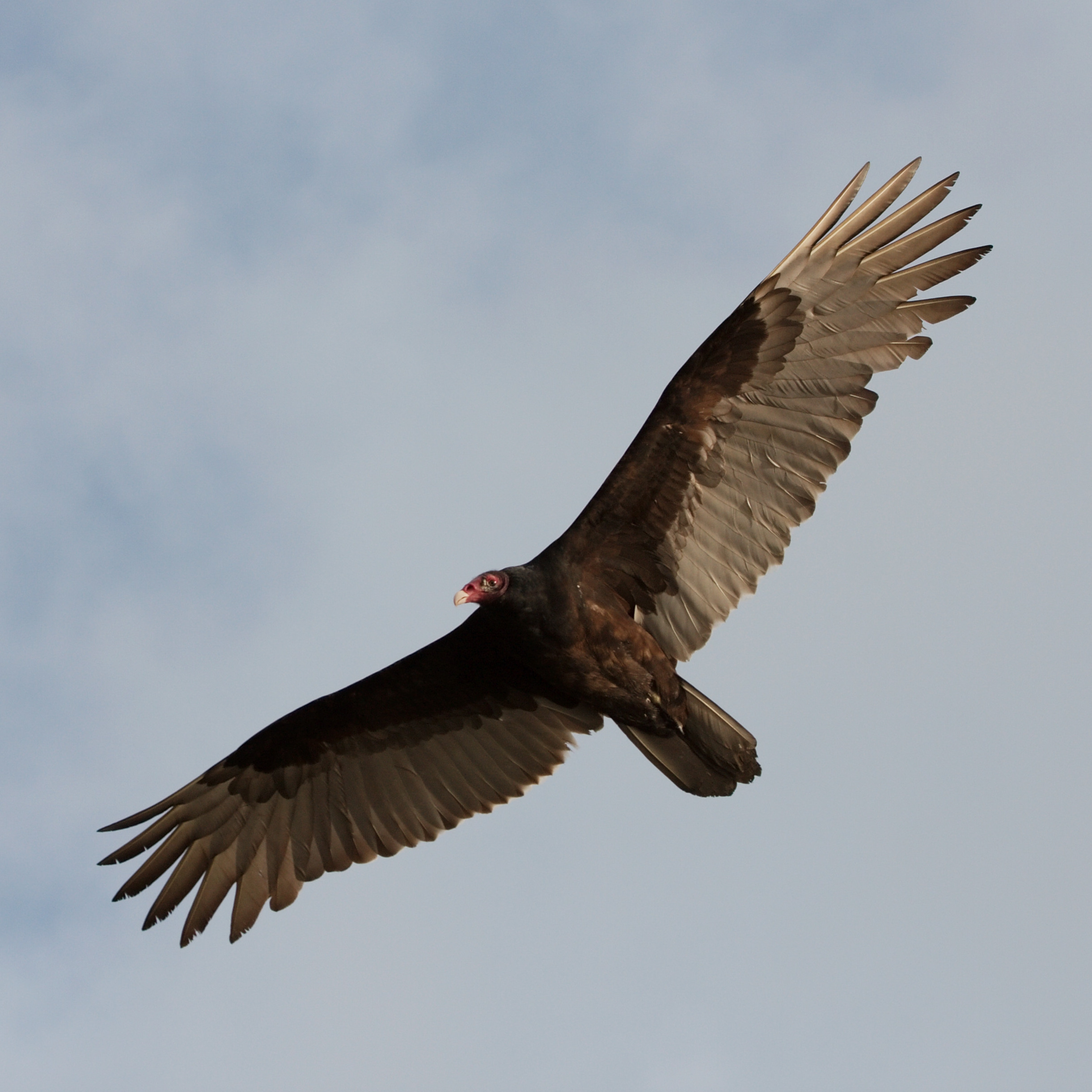
Při letu nad Floridou
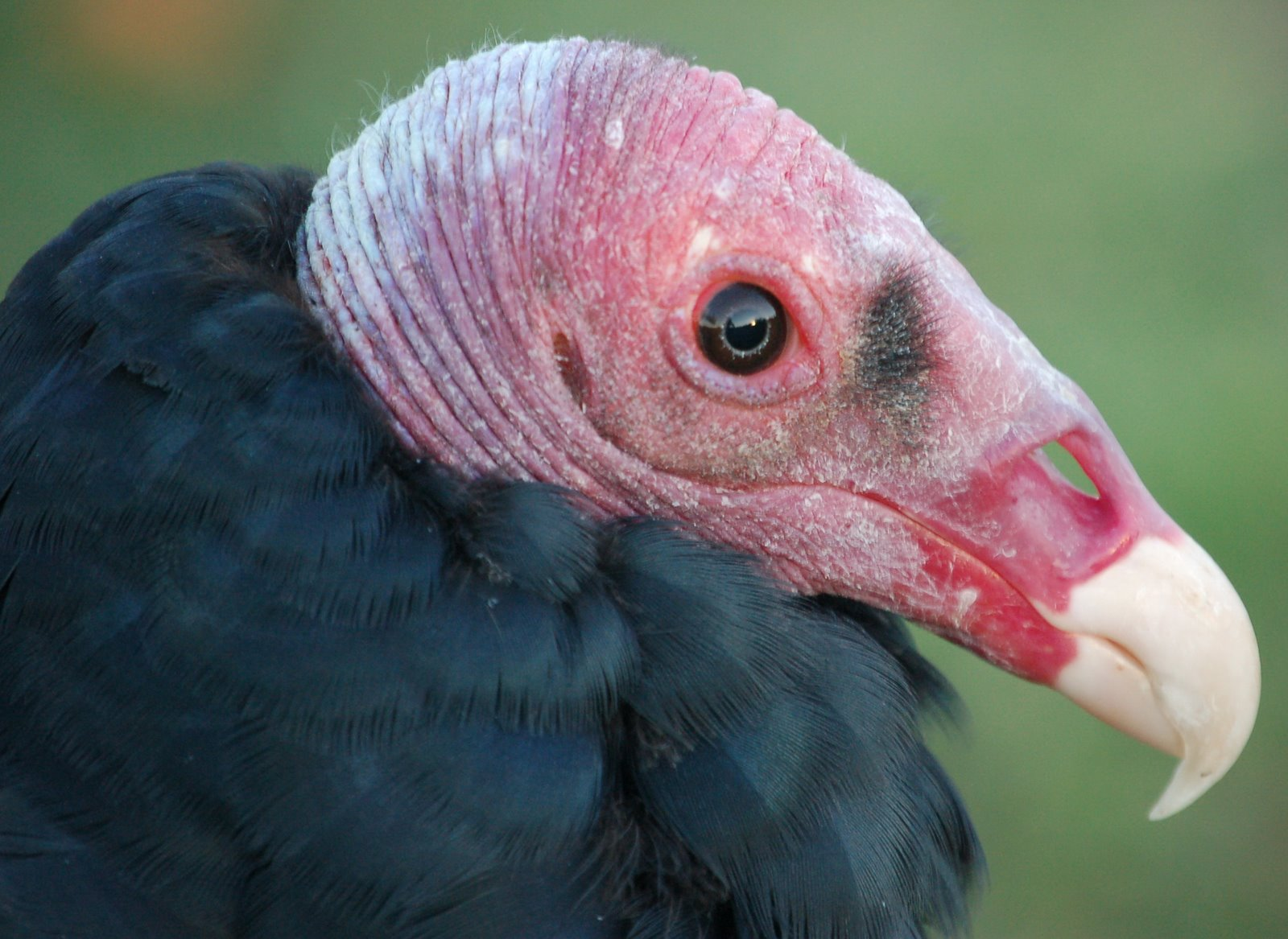
Hlava
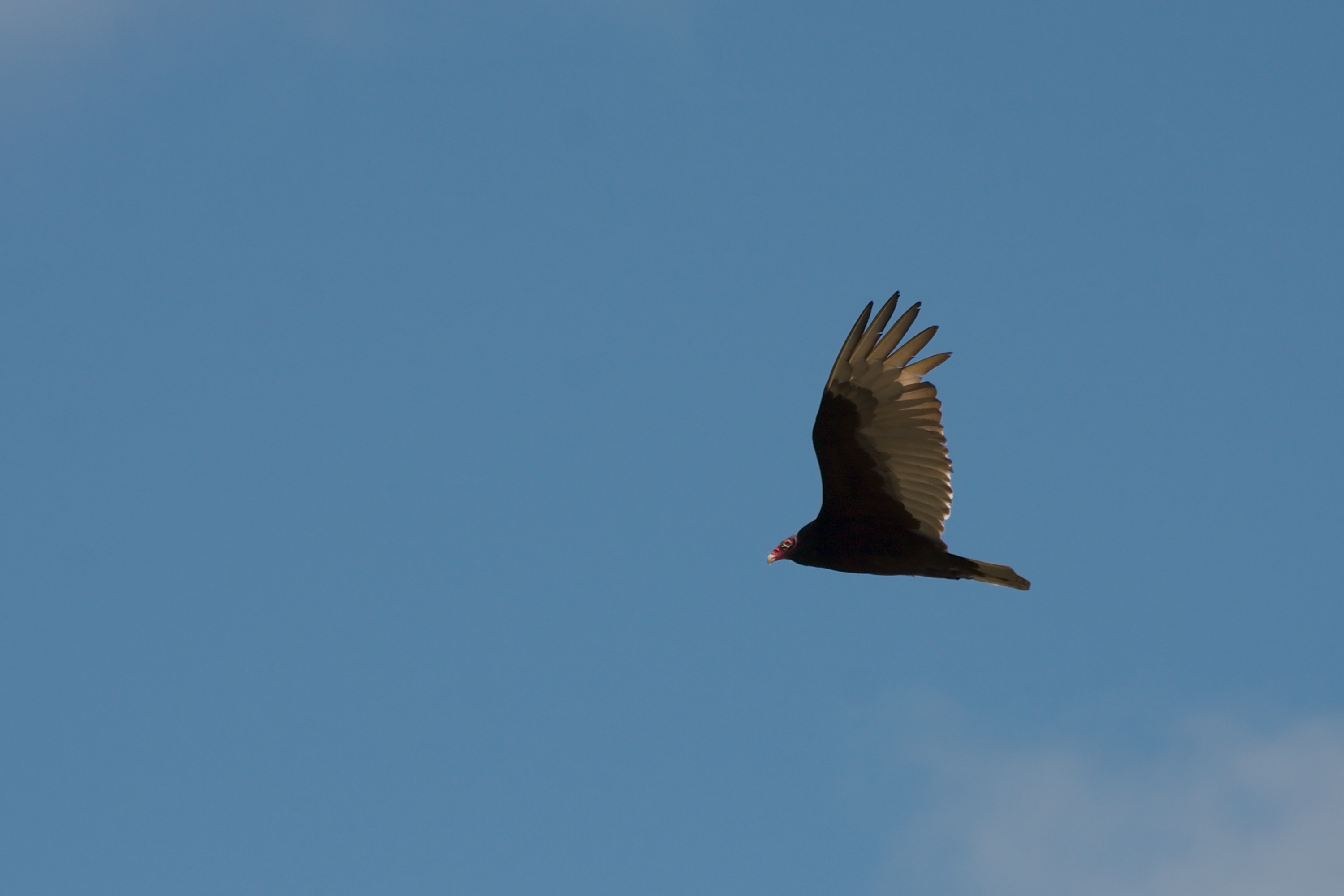
Ve Wisconsinu
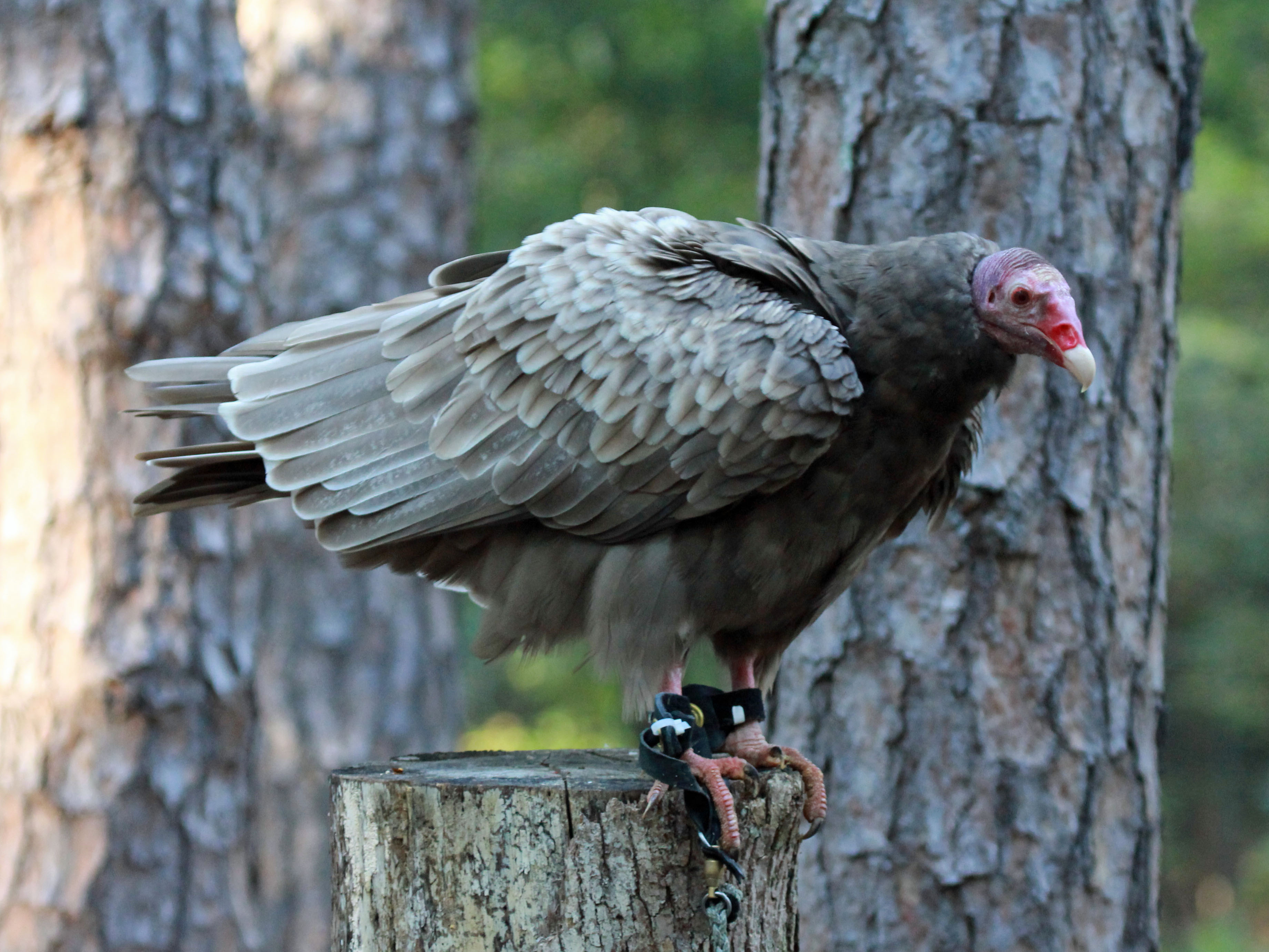
Kondor krocanovitý s neobvyklým zbarvením hlavy